# Furaptra
Furaptra ist ein calciumsensitiver Fluoreszenzfarbstoff. Er fluoresziert in Abwesenheit von Ca2+ und ist dafür geeignet, um zelluläre Veränderungen der Calciumkonzentration zu messen.

## Physikalische Eigenschaften

Mag-Fura-5, ein Derivat von Mag-Fura-2.

Ungebundenes Furaptra besitzt ein Absorptionsmaximum bei 370 nm und ein Emissionsmaximum bei 511 nm; der molare Extinktionskoeffizient beträgt ε(H2O) = 22.000 M−1·cm−1. Der mit Calciumionen gebildete Chelatkomplex ist nicht mehr fluoreszent. Daher nimmt die Intensität der Fluoreszenz mit steigender Ca2+-Konzentration ab. Ein Derivat Furaptras, Mag-Fura-5, weist eine zusätzliche Methylgruppe auf.
Gegenüber Fura-2 bindet Furaptra Calciumionen ca. 200-fach schwächer, jedoch Magnesiumionen ca. 2–2,5-fach stärker. Alternativ können Fura-2, Calcein, Indo-1 und Aequorin verwendet werden.

## Geschichtliches und Anwendungen
Furaptra wurde ursprünglich als Indikator entwickelt, um freies, cytosolisches Magnesium (Mg2+) in der Zelle zu detektieren. Es hat sich aber gezeigt, dass die Affinität von Furaptra gegenüber Ca2+ ca. 100-fach höher ist als die gegenüber Mg2+. Schließlich eignet sich der Fluoreszenzindikator auch zur Bestimmung der Konzentration an Zink(II)ionen.
Furaptra wird als Indikator dazu verwendet, um Veränderungen in der Calciumionenkonzentration intakter lebender Zellen zu detektieren, speziell im endoplasmatisches Retikulum (ER). Der Fluoreszenzfarbstoff diffundiert als veresterte Form (Furaptra-AM) in die Zelle und wird durch Esterasen zu Furaptra hydrolysiert. In der Zelle verteilt es sich gleichmäßig im Cytoplasma wie auch in den Organellen, zum Beispiel im ER. Jedoch wird cytosolisches Furaptra durch Anionentransporter in der Zellmembran aus der Zelle befördert, während in Organellen angereicherter Farbstoff längere Zeit dort verbleibt.

## Experimentelles
Angewendet wurde Furaptra bei der Analyse der Funktion von Muskelfasern und die hierbei erfolgte Änderung der Calciumionenkonzentration im Myoplasma. Erfolgt ein elektrisches Reizen eines Muskels, der mit dem Farbstoff behandelt ist, nimmt zunächst die Fluoreszenz des Farbstoffes ab. Nach einiger Zeit kehrt die Intensität der Fluoreszenz wieder auf den ursprünglichen Wert zurück. Die Interpretation dieses Befundes geht dahin, dass als Folge der elektrischen Reizung die Konzentration der freien Calciumionen im Myoplasma ansteigt und sich ein Teil der Ionen von Furaptra komplexiert wird. Dadurch nimmt dessen Fluoreszenz ab. Werden die Calciumionen anschließend wieder in das sarkoplasmatische Retikulum aufgenommen, löst sich Ca2+ von Furaptra, woraufhin der Fluoreszenzfarbstoff seine ursprüngliche Intensität zurückgewinnt.